# Religion en Guinée-Bissau
La répartition de la population de Guinée-Bissau selon la religion n'est pas connue avec précision, seules des estimations existent.
La principale religion en Guinée-Bissau est l'islam.
Les musulmans représentent actuellement, selon les sources, une proportion d'entre 40 % et 50 % de la population du pays,,.
Les animistes représentent selon les sources 14,9 %, 31 % ou 40 % de la population.
Les chrétiens représentent selon les sources entre 10 % et 20 % de la population.
Jusqu'au XXe siècle, les Bissau-Guinéens pratiquaient pour la plupart une forme d'animisme.

## Islam

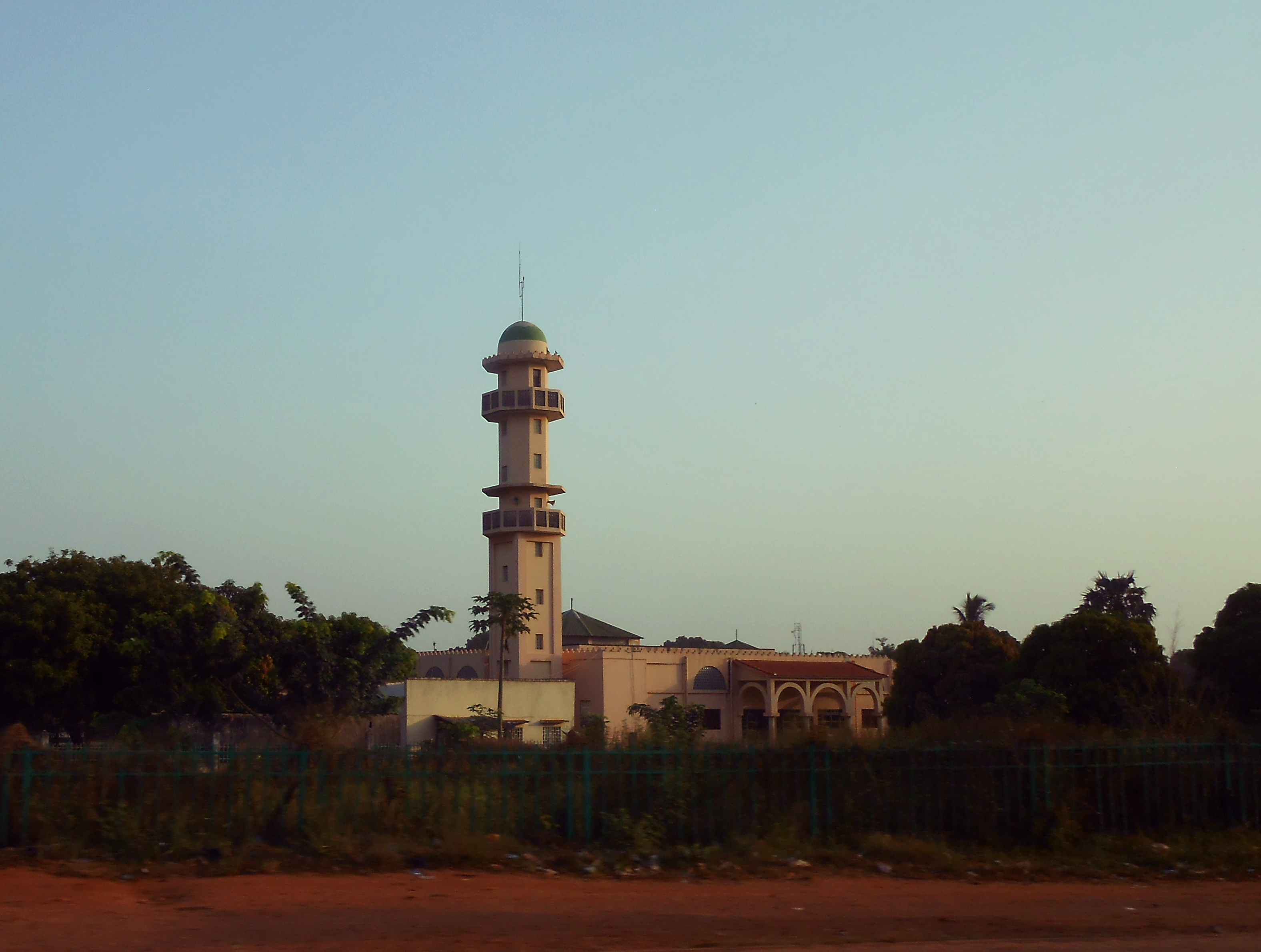
Mosquée, Bissau

L'islam s'est surtout diffusé dans le pays au XVIIIe siècle et au XIXe siècle.
Les musulmans constituent entre 40 % et 50 % de la population de Guinée-Bissau, ce qui en fait la religion majoritaire du pays, devant l'animisme.
La plupart des musulmans du pays sont sunnites, mais il existe une minorité chiite.
La Guinée-Bissau est un pays membre de l'Organisation de la coopération islamique.

## Christianisme
Le christianisme en Guinée-Bissau représente entre 10 % et 22,1 % de la population de Guinée-Bissau. 153 000 des 1 449 230 Bissau-Guinéens sont chrétiens.

### Catholicisme

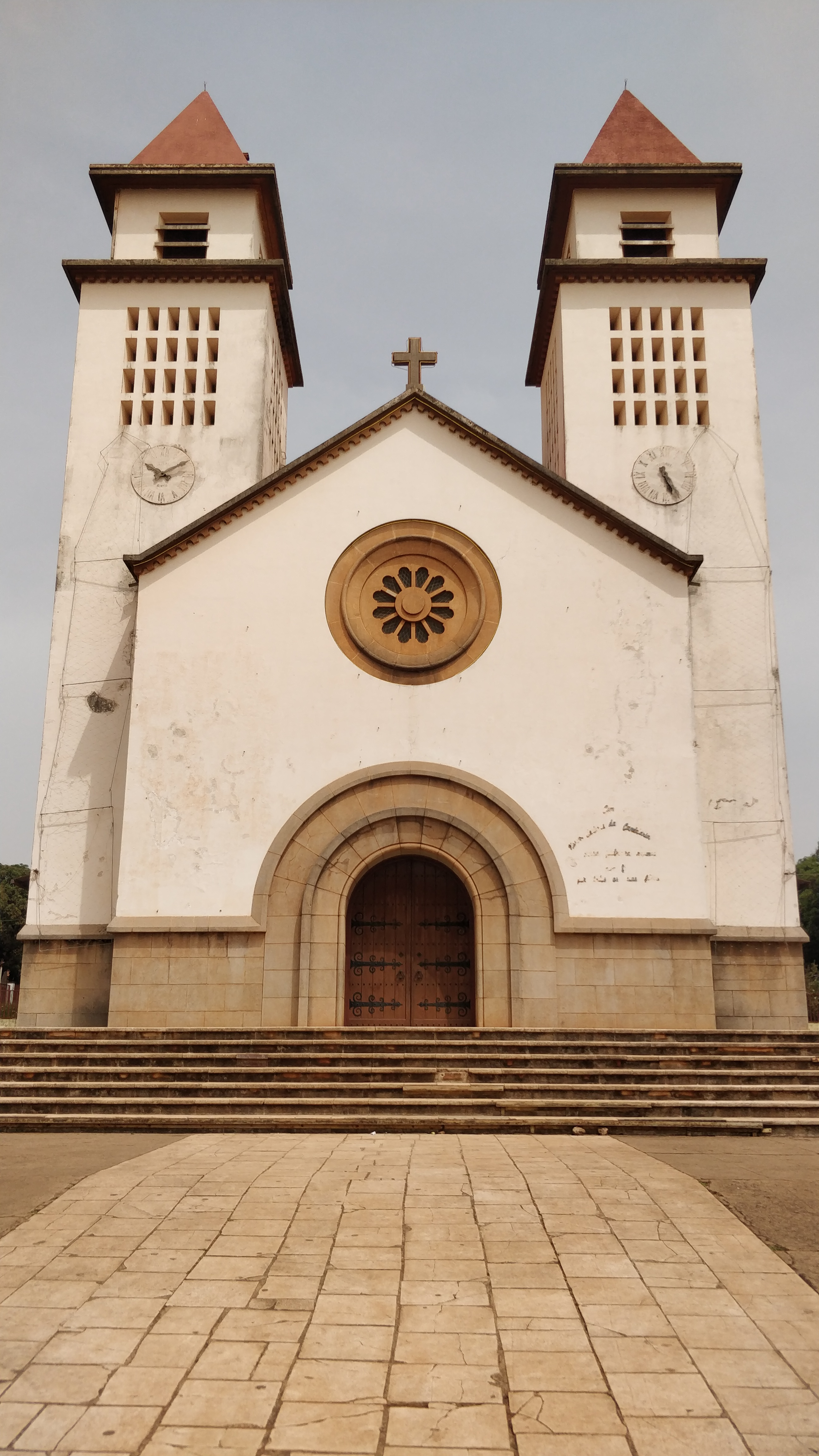
Cathédrale de Bissau (Église catholique en Guinée-Bissau), Bissau

Les chrétiens de Guinée-Bissau sont pour la plupart catholiques. Environ 125 000 catholiques sont comptabilisés, soit un peu moins de 10 %.
Il y a deux diocèses :
- Le diocèse de Bissau (en), érigé en 1977
- Le diocèse de Bafatá (en), érigé en 2001

## Estimations 2019
- Islam : 46,1 %
- Religions traditionnelles africaines : 30,6 %
- Christianismes : 18,9 %
- Autres, dont irreligion : 4,4 %